# Растіславиці
Растіславиці (словац. Rastislavice) — село, громада округу Нове Замки, Нітранський край. Кадастрова площа громади — 19.59 км². Протікає річка Тврдошовський потік.
Населення 957 осіб (станом на 31 грудня 2019 року).

## Історія
Растіславиці згадується на початку 17 століття.

## Населення
| Рік:            | 1994. | 2004.   | 2014.   | 2024.   |
| --------------- | ----- | ------- | ------- | ------- |
| Кількість осіб: | 913   | 923     | 900     | 958     |
| Різниця:        |       | +1,09 % | -2,49 % | +6,44 % |

| Рік:            | 2023. | 2024.   |
| --------------- | ----- | ------- |
| Кількість осіб: | 953   | 958     |
| Різниця:        |       | +0,52 % |

## Галерея

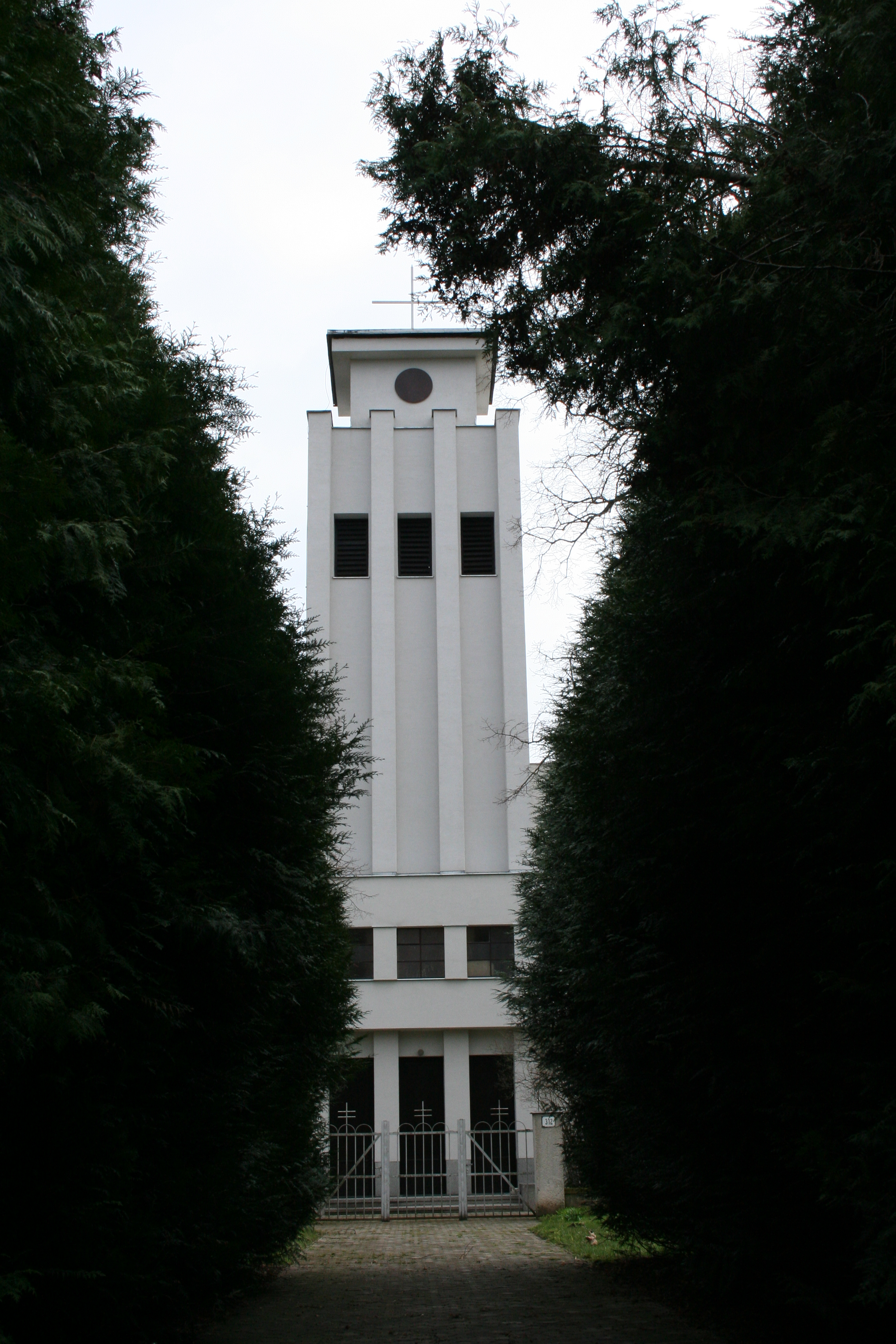
Євангелістський костел
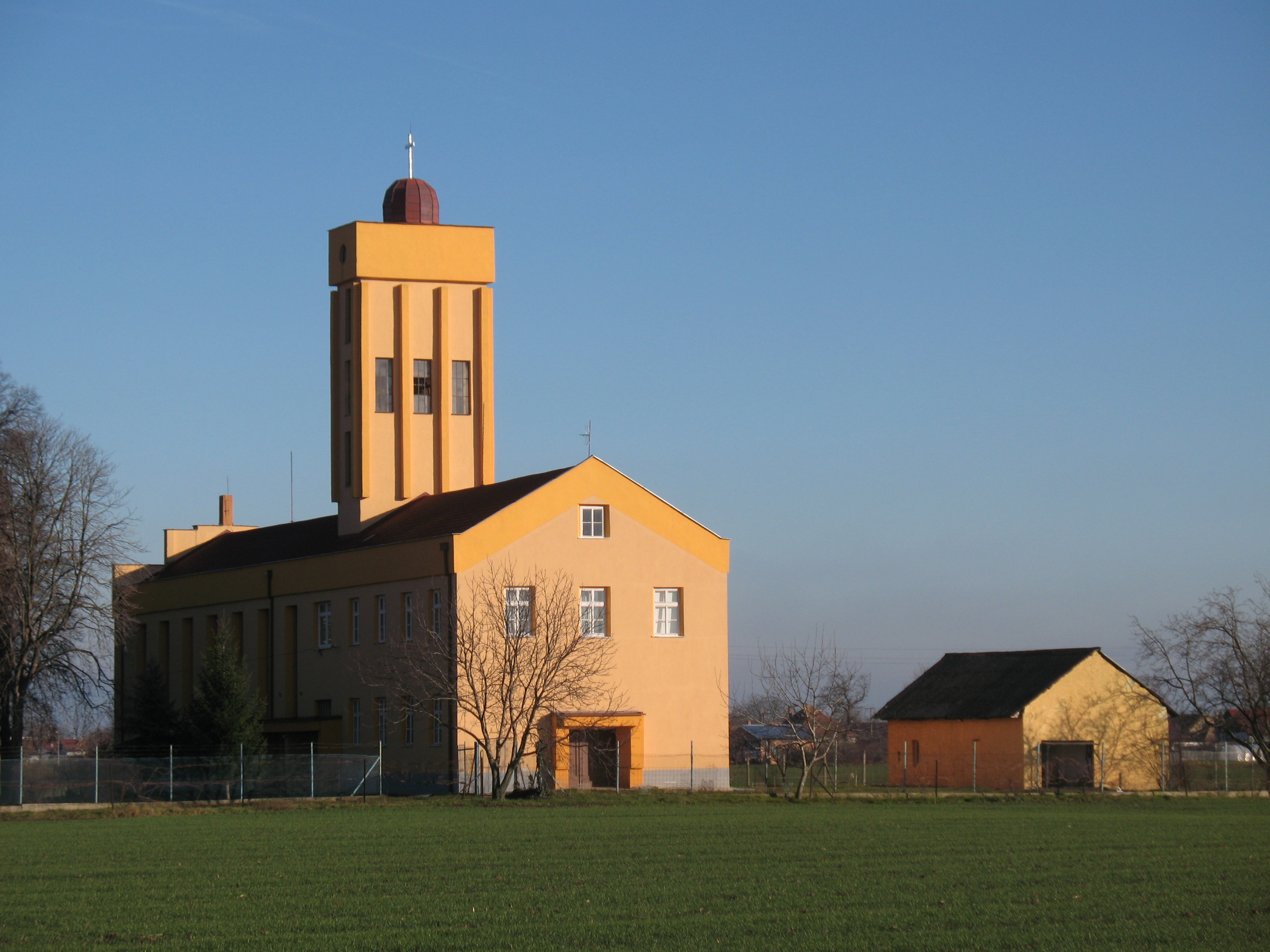
Костел Непорочного Зачаття Пресвятої Богородиці
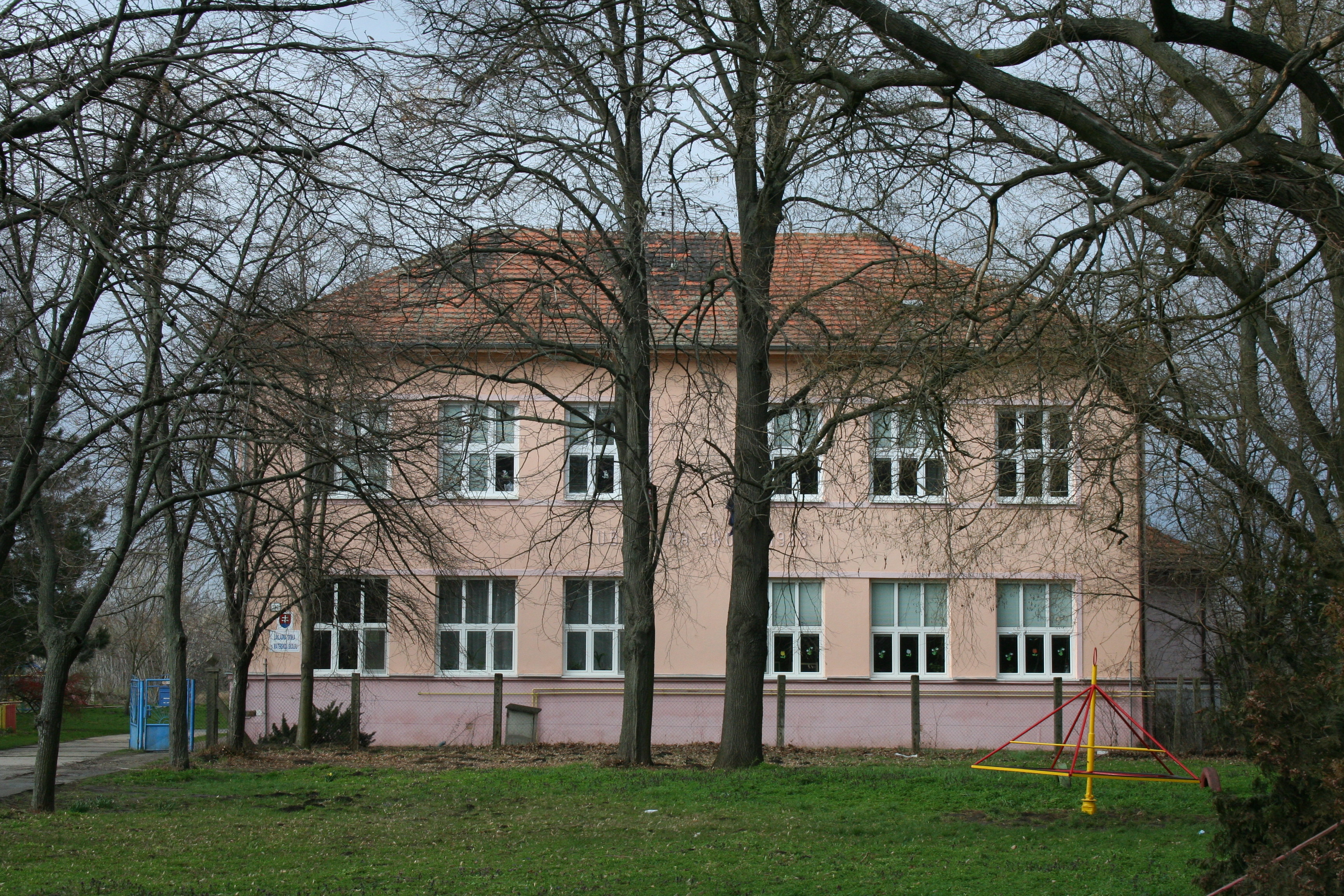
Школа
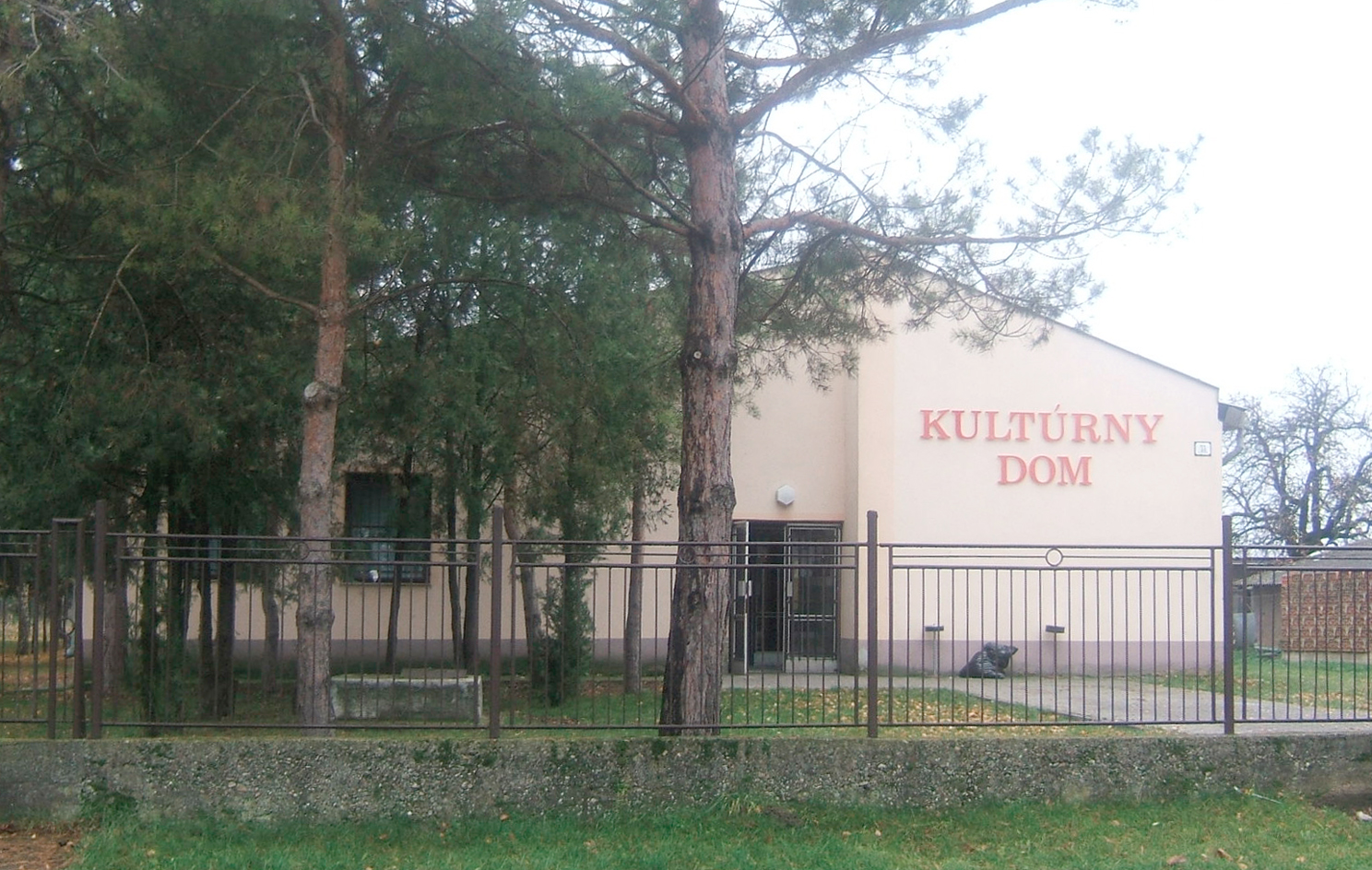
Будинок культури
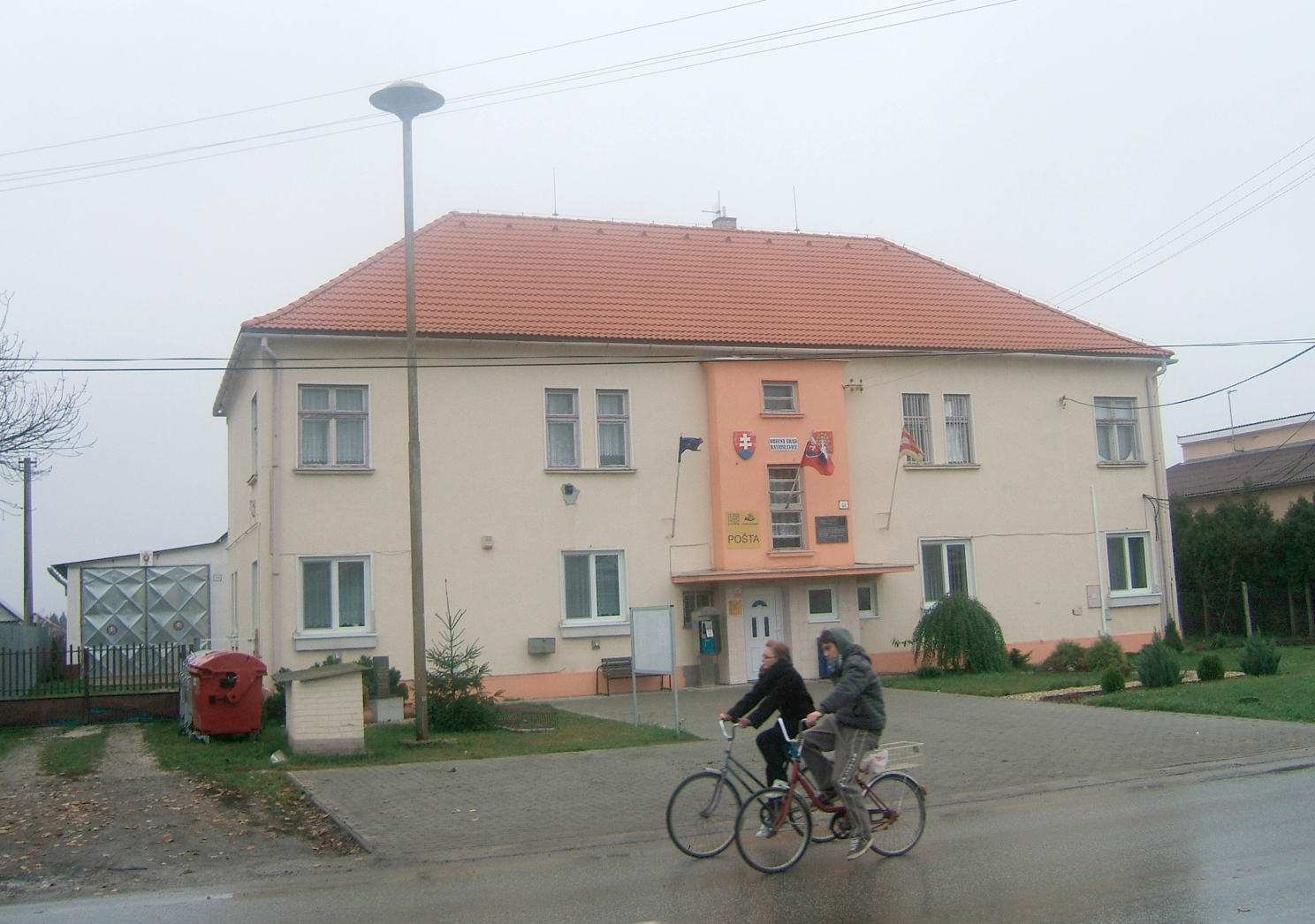
Муніципалітет